# Gimme A guitar
『gimme A guitar』（ギミ ア ギター）は、日本のロックバンド、SONS OF ALL PUSSYSの2作目のミニアルバム。2003年4月26日発売。発売元はDanger Crue Records。

## 解説
前作『GRACE』以来約2ヶ月ぶりとなる作品。
本作は、2003年2月に開催したライヴツアー「BUBBLE FESTiVAL」の東名阪公演を終えてリリースされたアルバムとなっている。Kenは制作を振り返り、初期衝動のまま作った前作との違いについて「今回ちょっと恐かったのは、そっち（＝バンドを進めるエンジン）の方が薄まってたかなって思ってたんですよね。そのぶん、それ以外の表現がうまくいった」と語っている。なお、アルバムタイトルに据えられた所謂リード曲で、2曲目に収録された楽曲「gimme A guitar」は、Kenのギターを弾きたい衝動に駆られた気持ちを表現した楽曲になっている。Kenはこの曲について「S.O.A.P.を作る前からあった曲で、詞もあったんですよ。だからホントに、ギターほっぽり出して、ずーっとボーッとしてた時、が終わって。ただもうギター弾きたいし、唄いたい、その時の気持ちです。その言葉を言うたびに、タイトルを見るたびに＜そうそう、そうなんだよ＞って思い出す」「＜何が気持ちいいって感じる人間なんだ、お前は＞っていうとこをもう1回突きつけられる」と述べている。
また、本作の4曲目に収録された「Dunce」は、作詞をSakura、作曲をKenが担当した初めての楽曲となっている。この曲の歌詞は、作曲者であるKenから「打ちひしがれるようなことをしてしまったときの気分、を書いて欲しい」というリクエストをもとにSakuraが綴っている。Sakuraはこの曲の歌詞について「自分が先駆者だと思ってる人を傍から見たらどう見えるのかとか。そう見えて、そいつは実は全然違うとこを走ってるヤツなんじゃねぇかとか。で、それは自覚があってやってる人なのか、自覚がないまま何かに踊らされてるのか。色んなこと考えちゃったら、こうなって。自分自身のことを言ってるのか、それとも人のことを言ってんのか、入り混じってるね」と述べている。なお、EinはSakuraの書く歌詞について「やっぱりSakuraさん、文章書くの、センスあるなぁ」と思ったという。
本作の3曲目に収録された楽曲「罪の眺め」はミュージック・ビデオが制作されている。なお、この映像は2004年7月7日発売のミュージック・クリップ集『ICHIBAN-BLOW』に収録されている。
本作は、初回限定盤（CD）、通常盤（CD）、さらにアナログ盤を含め3形態で発売されている。初回限定盤は、完全限定紙ジャケ仕様となっており、10,000枚限定で販売されている。通常盤は、音源に加えてビデオクリップやマルチメディア作品を楽しむことができるエンハンスドCD仕様となっており、ボーナス映像「Bubble shot 2」が収録されている。そして、アナログ盤はナンバリング仕様となっている。また、本作のジャケットデザインにはSakuraの写真が使われている

## 収録曲
| #  | タイトル                               | 作詞   | 作曲   | 時間 |
| -- | -------------------------------------- | ------ | ------ | ---- |
| 1. | 「I love you, I need you, I fuck you」 | Ken    | Sakura | 4:22 |
| 2. | 「gimme A guitar」                     | Ken    | Ken    | 4:36 |
| 3. | 「罪の眺め」                           | Ein    | Ken    | 6:41 |
| 4. | 「Dunce」                              | Sakura | Ken    | 3:55 |
| 5. | 「GO! GO! S.O.A.P.」                   | Ken    | Ken    | 2:06 |